# When Johnny Comes Marching Home
When Johnny Comes Marching Home è una canzone popolare statunitense coeva alla guerra di secessione americana (1861-1865), e vuole descrivere il sentimento di coloro che attendevano con ansia il ritorno di amici o congiunti che avevano partecipato al conflitto.
È stato usato come colonna sonora per le scene a bordo del bombardiere B-52 superstite nel film Il dottor Stranamore - Ovvero: come ho imparato a non preoccuparmi e ad amare la bomba di Stanley Kubrick (1964). Compare come il tema dei terroristi in Die Hard - Duri a morire, come parte della colonna sonora de Il grande dittatore di Charlie Chaplin, nelle sequenze di guerra di Via col vento di Victor Fleming, nonché con minore rilevanza anche in molti altri film il più famoso dei quali è Stalag 17.

## Origini
Qualcuno ritiene che la melodia sia la stessa del canto pacifista irlandese Johnny I Hardly Knew Ye, che di conseguenza sarebbe il brano musicale "originale", tuttavia non vi è alcuna pubblicazione del canto irlandese cronologicamente anteriore a quello di cui ci occupiamo in questa voce. Comunque sia, l'esperto James Fuld, autore del testo di riferimento in fatto di musica popolare, afferma a pagina 640 di tale libro che Donal O'Sullivan, un'autorità in tema di musica irlandese, ha scritto alla Biblioteca del Congresso di non considerare la melodia di When Johnny Comes Marching Home come una musica di origine irlandese.
Come abbiamo detto, non vi è alcuna edizione a stampa di musica irlandese antecedente a quella americana (del settembre 1863) a cura di Henry Tolman a Boston con il titolo "When Johnny Comes Marching Home". In realtà, i registri della Library of Congress mostrano un titolo Johnny Fill Up The Bowl (pubblicato nel luglio del medesimo anno), opera di John J. Daly che pare contenere la melodia della canzone.
Le parole, composte dal direttore di banda irlandese-americano Patrick Gilmore ribaltano efficacemente la prospettiva "disfattista" che ispirava Johnny I Hardly Knew Ye, in cui Johnny faceva ritorno — cieco e storpio — dalla donna che aveva lasciato per unirsi all'esercito.
Nella realtà, quel Johnny così a lungo atteso è il futuro cognato di Gilmore, un capitano di artiglieria leggera "unionista" chiamato John O'Rourke. La canzone fu dunque scritta da Patrick per sua sorella Annie Gilmore, ed aveva per tema l'auspicio di costei di veder tornare sano e salvo dalla guerra civile il "suo capitano".

## Altre versioni
Da quando When Johnny Comes Marching Home è diventata popolare, sono apparse alcune variazioni, ed anche canzoni create sulla stessa melodia, ma con testo diverso. L'asserita tendenza predatoria di certi soldati "nordisti" a New Orleans fu parodiata nel testo "confederato" For Bales, cantato sulla stessa musica. Nel 1914 apparve un adattamento alla prima guerra mondiale, dal titolo When Tommy Comes Marching Home.
Malvina Reynolds scrisse parole diverse per lo stesso canto nella sua The Judge Said (1977). Una delle versioni più celebri è quella dei The Clash del 1979, intitolata English Civil War, in cui il testo viene trasformato in un avvertimento contro la minaccia rappresentata dai gruppi neonazisti inglesi.
Vi fu pure una versione francese, Johnny Revient d'la Guerre / Frères d'armes, incisa dai Bérurier Noir ed inserita nell'album Macadam Massacre (1984). I Guns N' Roses usarono una parte di questa canzone per la loro Civil War (1991). La melodia fu ancora usata come introduzione in Heaven's Hung in Black degli W.A.S.P. nel loro album Dominator (2007). Vi fu anche una versione tipicamente British (nel testo) presentata dagli Anglo Saxon, ribattezzata When Daddy comes marching home e distribuita via iTunes sempre nel 2007. La stessa musica è utilizzata in due canzoni per bambini: The Ants Go Marching One By One e The Animals Went in Two by Two. Anche il sassofonista dei Supertramp, John Helliwell, ha suonato la prima parte della canzone in questione nel suo assolo eseguito nella sezione "Jerusalem"/explosion dalla Fool's Overture dell'album doppio dal vivo Paris del 1980.

## Cultura di massa
Anche tralasciando il caso già ricordato del Dottor Stranamore, When Johnny Comes Marching Home ha un ruolo in una quantità davvero notevole di film o altre manifestazioni di creatività artistico-sociale:
Cinema
- Via col vento (1939)
- Il grande dittatore (1940)
- Stalag 17 (1953)
- Soldati a cavallo (1959)
- La conquista del West (1962)
- Ciao nemico (1981)
- Momenti di gloria (1981)
- Nato il quattro luglio (1989)
- Joe contro il vulcano (1990)
- Die Hard - Duri a morire (1995)
- Z la formica (1998)

Musica
- English Civil War anche nella versione della band di country music Boy Howdy
- The Glorious Burden
- Bullet the Blue Sky degli U2
- Controversy Sells di Paul Wall & Chamillionaire
- Na bole tum, canzone per il film in lingua hindi Baton Baton Mein
- Everything Went Numb degli Streetlight Manifesto è stata introdotta da alcune battute strumentali di When Johnny Comes Marching Home nella versione dal vivo del 2007.
- Civil War dei Guns N' Roses, Axl Rose fischietta il tema del canto all'inizio della canzone
- Johnny i hardly knew ya dei Dropkick Murphys riprende la melodia e cita il personaggio di Johnny nel testo.

Sport
Varie tifoserie (tra cui di certo quelle di Liverpool, Manchester United, Roma, Juventus e Milan) hanno opportunamente "riadattato" il testo di questo inno patriottico alle loro esigenze.

## Il testo (traduzione italiana)
Hurrah! Hurrah!

We'll give him a hearty welcome then

Hurrah! Hurrah!

The men will cheer and the boys will shout

The ladies they will all turn out

And we'll all feel gay when Johnny comes marching home.

The old church bell will peal with joy

Hurrah! Hurrah!

To welcome home our darling boy,

Hurrah! Hurrah!

The village lads and lassies say

With roses they will strew the way,

And we'll all feel gay when Johnny comes marching home.

Get ready for the Jubilee,

Hurrah! Hurrah!

We'll give the hero three times three,

Hurrah! Hurrah!

The laurel wreath is ready now

To place upon his loyal brow

And we'll all feel gay when Johnny comes marching home.

Let love and friendship on that day,

Hurrah, hurrah!

Their choicest pleasures then display,

Hurrah, hurrah!

And let each one perform some part,

To fill with joy the warrior's heart,

And we'll all feel gay when Johnny comes marching home.»
Urrà! Urrà!

Allora gli daremo un benvenuto di cuore

Urrà! Urrà!

Gli uomini acclameranno e i ragazzi grideranno

Le donne accorreranno tutte

E ci sentiremo tutti lieti, quando Johnny tornerà marciando a casa.

La vecchia campana della chiesa squillerà con gioia

Urrà! Urrà!

Per accogliere a casa il nostro caro ragazzo,

Urrà! Urrà!

I ragazzi e le ragazze del villaggio, per esempio,

Copriranno di rose la strada,

E ci sentiremo tutti lieti, quando Johnny tornerà marciando a casa.

Preparatevi al festeggiamento,

Urrà! Urrà!

Che faremo per l'eroe tre volte tre,

Urrà! Urrà!

La corona d'alloro adesso è pronta

Per ornare la sua fronte leale

E ci sentiremo tutti lieti, quando Johnny tornerà marciando a casa.

Pace ed amicizia, in quel giorno,

Urrà! Urrà!

Mostrino dunque i loro eletti piaceri,

Urrà! Urrà!

E ciascuno faccia la propria parte,

Per riempire di gioia il cuore del guerriero,

E ci sentiremo tutti lieti, quando Johnny tornerà marciando a casa.»